# Perrottetia (животное)
Perrottetia (лат.) — род брюхоногих моллюсков из семейства Streptaxidae (Streptaxinae, Eupulmonata). Более 20 видов.

## Распространение
Юго-Восточная Азия, Южная Азия, Маскаренские острова.

## Описание
Раковина мелкая, высота 5—15 мм, диаметр 5—14 мм; субшаровидная, с изогнутой осью, сравнительно твердая, полупрозрачная, из 5—6,5 слабовыпуклых витков; последний виток не спускается спереди, несколько уплощен по периферии. Цвет равномерно белый или оболочка бесцветная. Эмбриональные витки гладкие, остальные с мелкой тесной рябью, которая может исчезать на теле витка, но за апертурой появляется вновь. Апертура яйцевидная до почти круглой, умеренно скошенной, с утолщенными и рефлексированными краями. Париетальная стенка с 1 или 2 ламеллями: разнообразно развитыми, угловатыми (могут отсутствовать). Умбиликус узкий, цилиндрический.

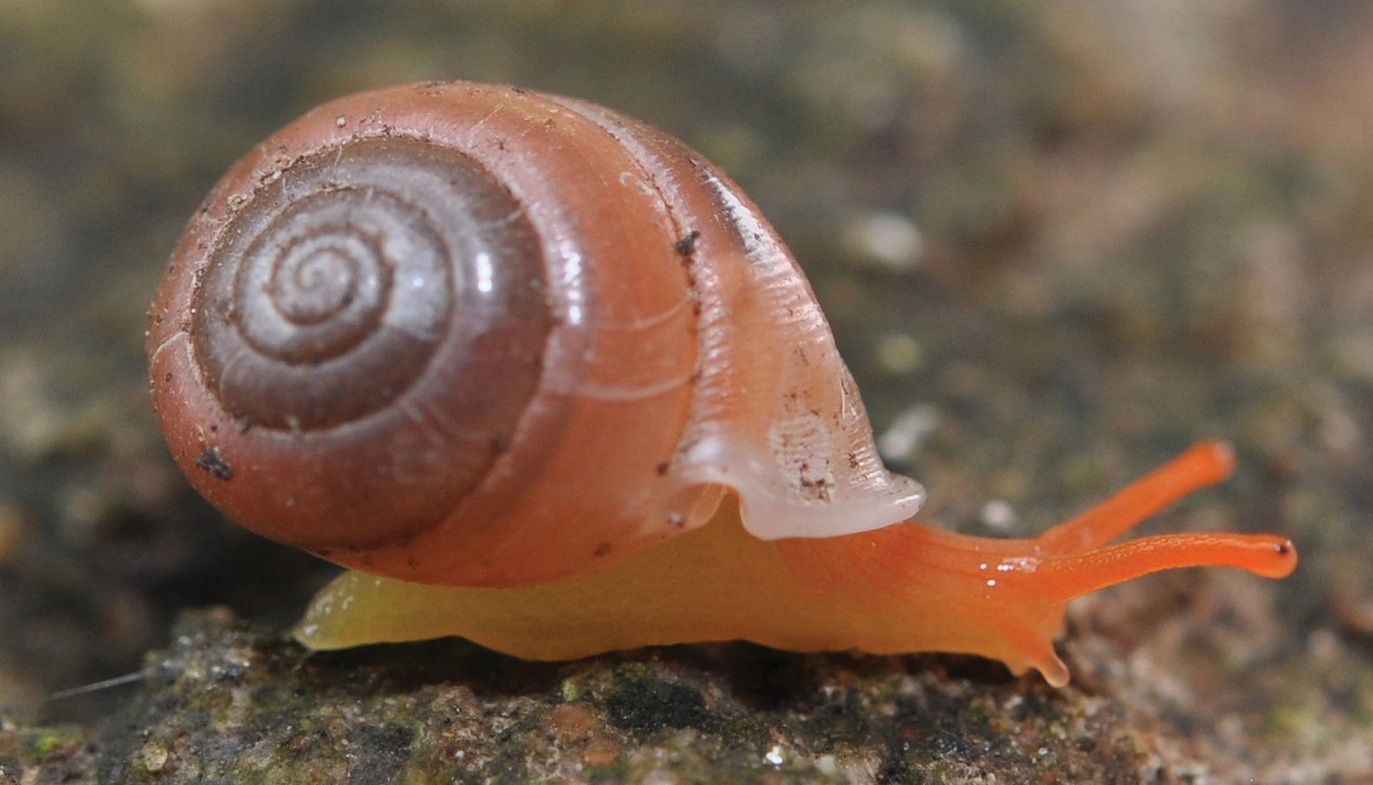
Perrottetia dermapyrrhosa

## Систематика
Более 20 видов и подвидов. Входит в состав подсемейства Streptaxinae (Streptaxidae, Eupulmonata).
- Perrottetia aberrata (Souleyet, 1852)[6]
- Perrottetia aquilonaris Siriboon & Panha, 2013[7][8]
- Perrottetia beddomei (Blanford, 1899)
- Perrottetia canarica (W. T. Blanford, 1869)
- Perrottetia compressa (W. T. Blanford, 1881)
- Perrottetia concinnus (W. T. Blanford, 1881)
- Perrottetia cristatella (Möllendorff, 1901)[6]
- Perrottetia daedalea (Bavay & Dautzenberg, 1908)[8][6]
- Perrottetia dermapyrrhosa Siriboon & Panha, 2013[7]
- Perrottetia dugasti (Morlet, 1892)[8][6]
- Perrottetia footei (W. T. Blanford & H. F. Blanford, 1861)
- Perrottetia fruhstorferi (Möllendorff)
- Perrottetia gregoi Thach, 2018
- Perrottetia gudei (Fulton, 1915)[6]
- Perrottetia heudei (Schmacker & Böttger, 1891)
- Perrottetia hongthinhae D.-S. Do, 2017[6]
- Perrottetia mabillei (Bavay et Dautzenberg, 1903)[6]
- Perrottetia megadentata Inkhavilay & Panha, 2016[8]
- Perrottetia messageri (Bavay et Dautzenberg, 1908)[6]
- Perrottetia namdongensis Bui & Do V. N., 2019
- Perrottetia oppidulum (Bavay et Dautzenberg, 1908)[6]
- Perrottetia perrotteti (Petit de la Saussaye, 1841) — typus
- Perrottetia personatus (W. T. Blanford, 1881)
- Perrottetia phuphamanensis Siriboon & Panha, 2013[7]
- Perrottetia pronus (W. T. Blanford, 1881)
- Perrottetia ravanae (W. T. Blanford, 1899)
- Perrottetia scalptus (W. T. Blanford, 1899)
- Perrottetia simoniana (Heude, 1890)[6]
- Perrottetia subacutus (W. T. Blanford, 1899)
- Perrottetia thachi F. Huber, 2018
- Perrottetia theobaldi (Benson, 1859)
- Perrottetia unidentata Inkhavilay & Panha, 2016[8]
- Perrottetia watsoni (Blanford, 1860)

Синонимы:
- Perrottetia aquilonaria Siriboon & Panha, 2013: синоним вида Perrottetia aquilonaris Siriboon & Panha, 2013
- Perrottetia daedaleus (Bavay & Dautzenberg, 1909): синоним вида Perrottetia daedalea (Bavay & Dautzenberg, 1909)
- Perrottetia siamensis (L. Pfeiffer, 1862): синоним вида Oophana siamensis (L. Pfeiffer, 1862)